# Červený kostel (Varnsdorf)
Evangelický, tzv. Červený kostel ve Varnsdorfu (německy označovaný jako Rote Friedenskirche) je bývalý kostel Německé evangelické církve, postavený v novogotickém slohu ve Varnsdorfu. Jedná se o unikátní sakrální stavbu z glazurovaných cihel, která je chráněna jako kulturní památka. V roce 2015 získalo objekt do vlastnictví město Varnsdorf a v té době byly zahájeny práce na odstranění havarijního stavu. V dalších letech město plánuje postupnou obnovu kostela.
O záchranu kostela usiluje občanské sdružení Červený kostel Varnsdorf.

## Historie
Základní kámen ke stavbě kostela byl položen dne 16. května 1904. Projekt zpracoval architekt Woldemar Kandler (1866–1929) z Drážďan.
Kostel měl tři zvony: největší zvon byl opatřen nápisem: „Slovo Páně zůstává na věky“, prostřední, který vítal den a večer, „Modli se a pracuj“. Nejmenší měl připomínat, že jsem každý smrtelný a On je s námi „Jsem s Vámi po všechny dny až do skonání světa“. Zvony byly darem hornolužického spolku Gustava Adolfa, byly dovezeny dne 25. června 1905 a poprvé se rozezněly 28. června téhož roku.
Dne 3. prosince 1905 byl kostel vysvěcen a byl pojmenován „Kostel míru“. Při vysvěcení se poděkovalo Starokatolické církvi, císaři Josefu II. u jeho pomníku za náboženskou svobodu. Varhany byly vysvěceny dne 27. května 1906. Měly 21 rejstříků a 1300 píšťal.
V nezměněné podobě se kostel dočkal roku 1945. Po skončení druhé světové války byl konfiskovaný kostel předán do užívání Církvi československé bez řádných dokladů. Od šedesátých let 20. století kostel chátrá. V době normalizace nastal úplný úpadek kostela. Tajně byly odvezeny kostelní lavice, byly použity na stavbu chat v areálu Varnsdorfského rybníka.
Pro záchranu Červeného kostela bylo roku 2010 založeno Občanské sdružení Červený kostel. Po převzetí kostela městem Varnsdorf v roce 2016 byly zahájeny práce na obnově památky.

## Galerie

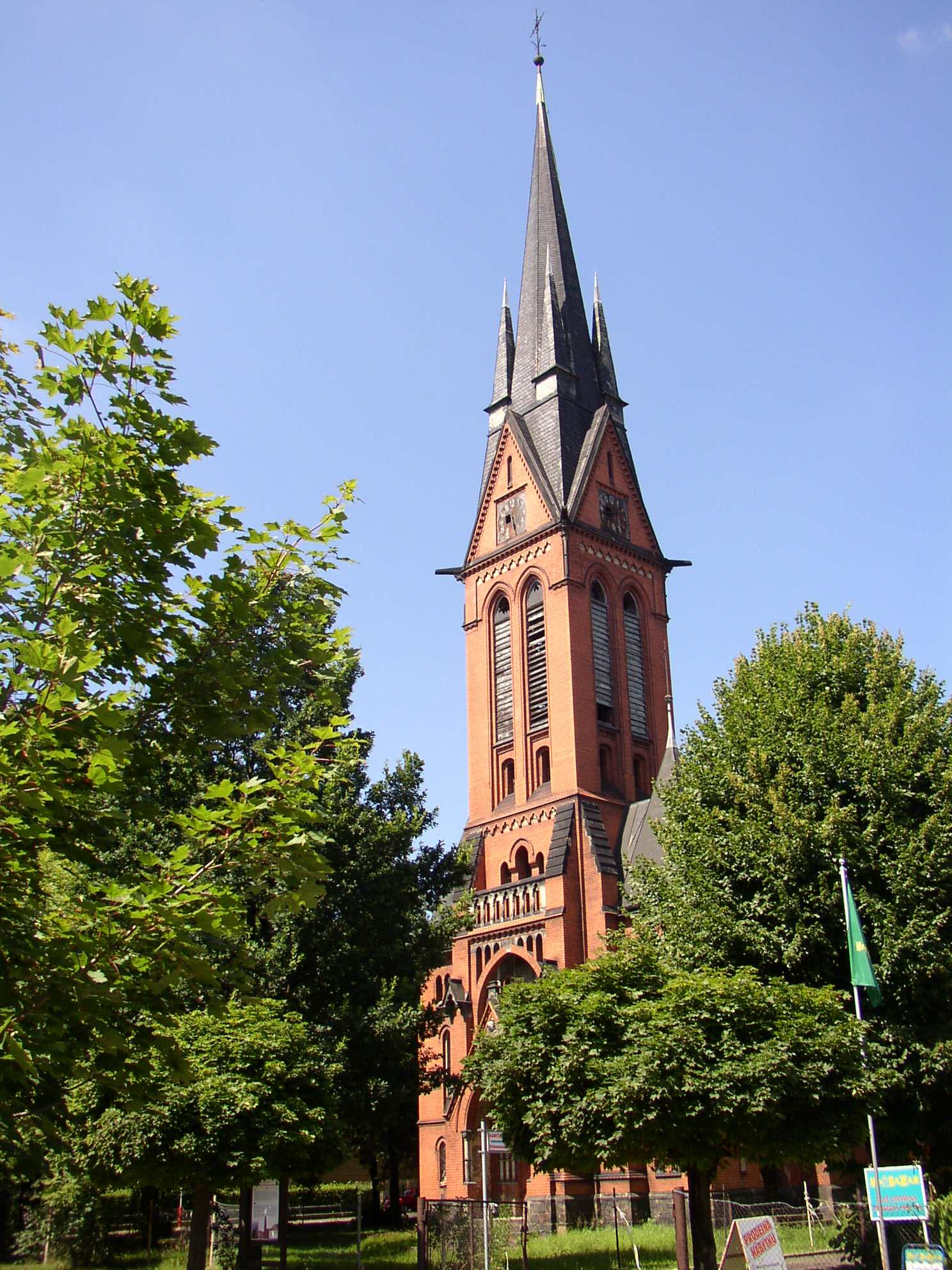
Pohled na kostel ze silnice
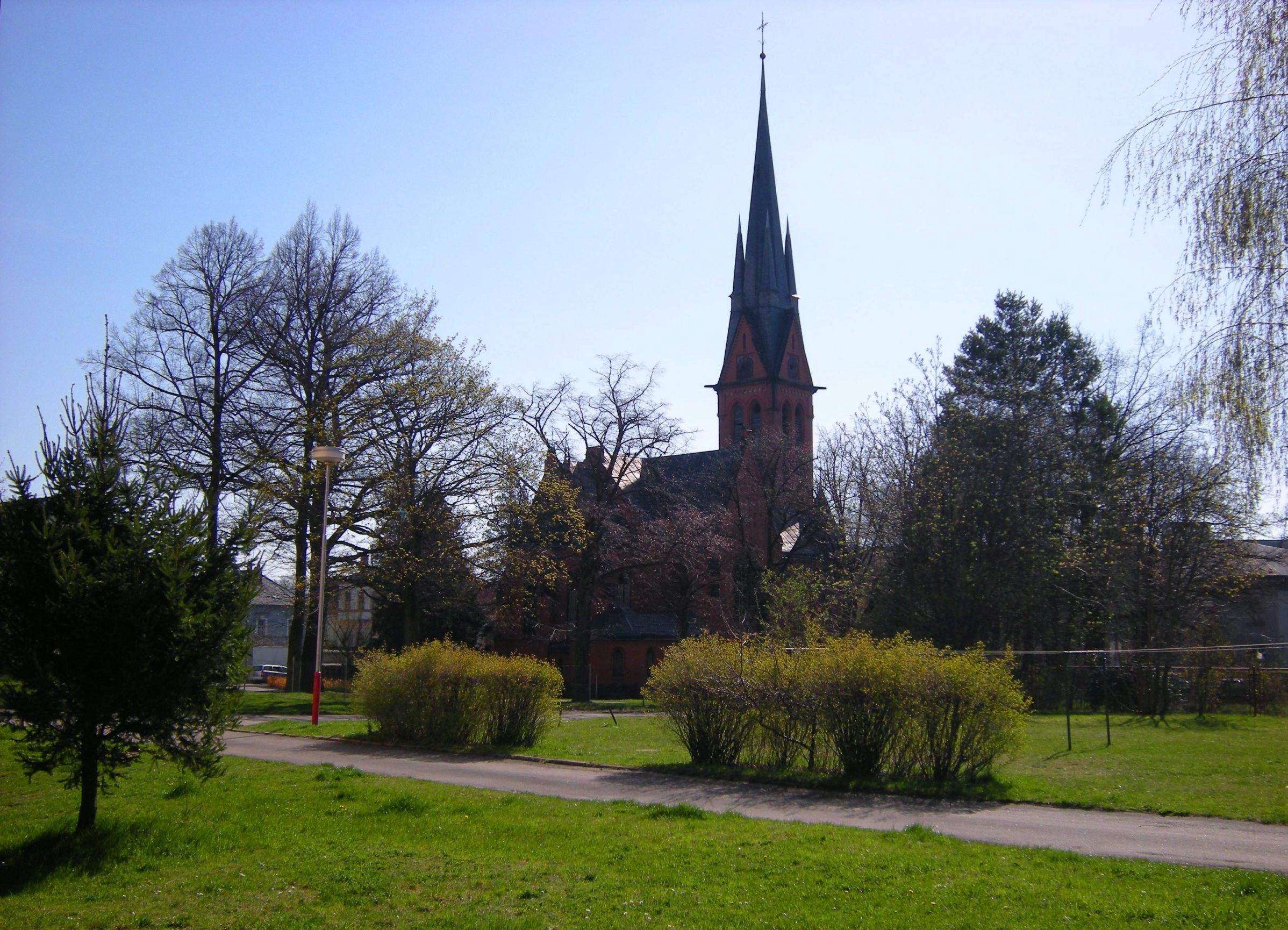
Pohled přes park
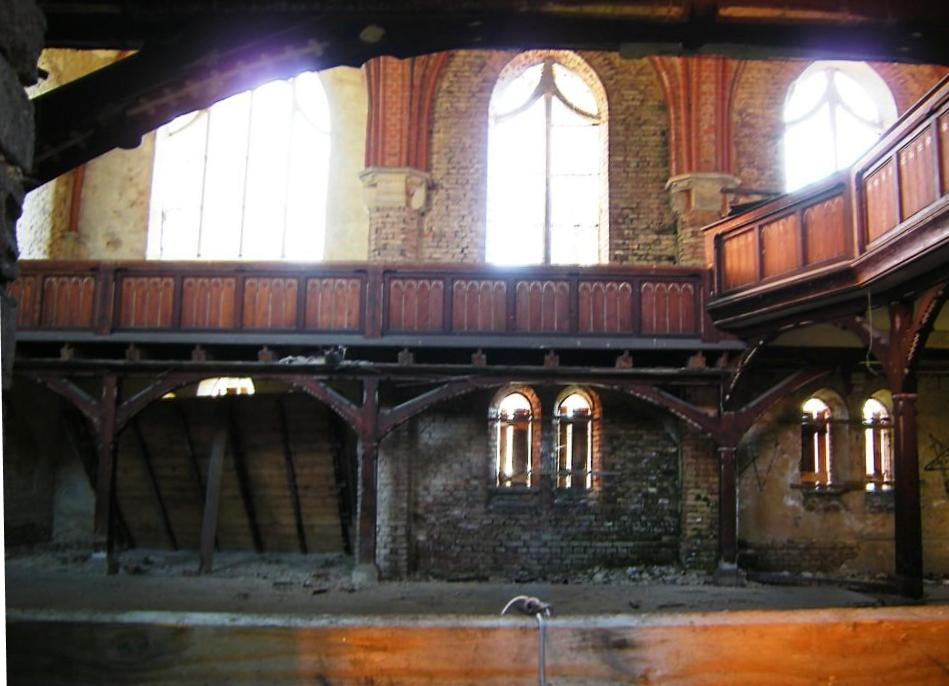
Interiér kostela v roce 2008
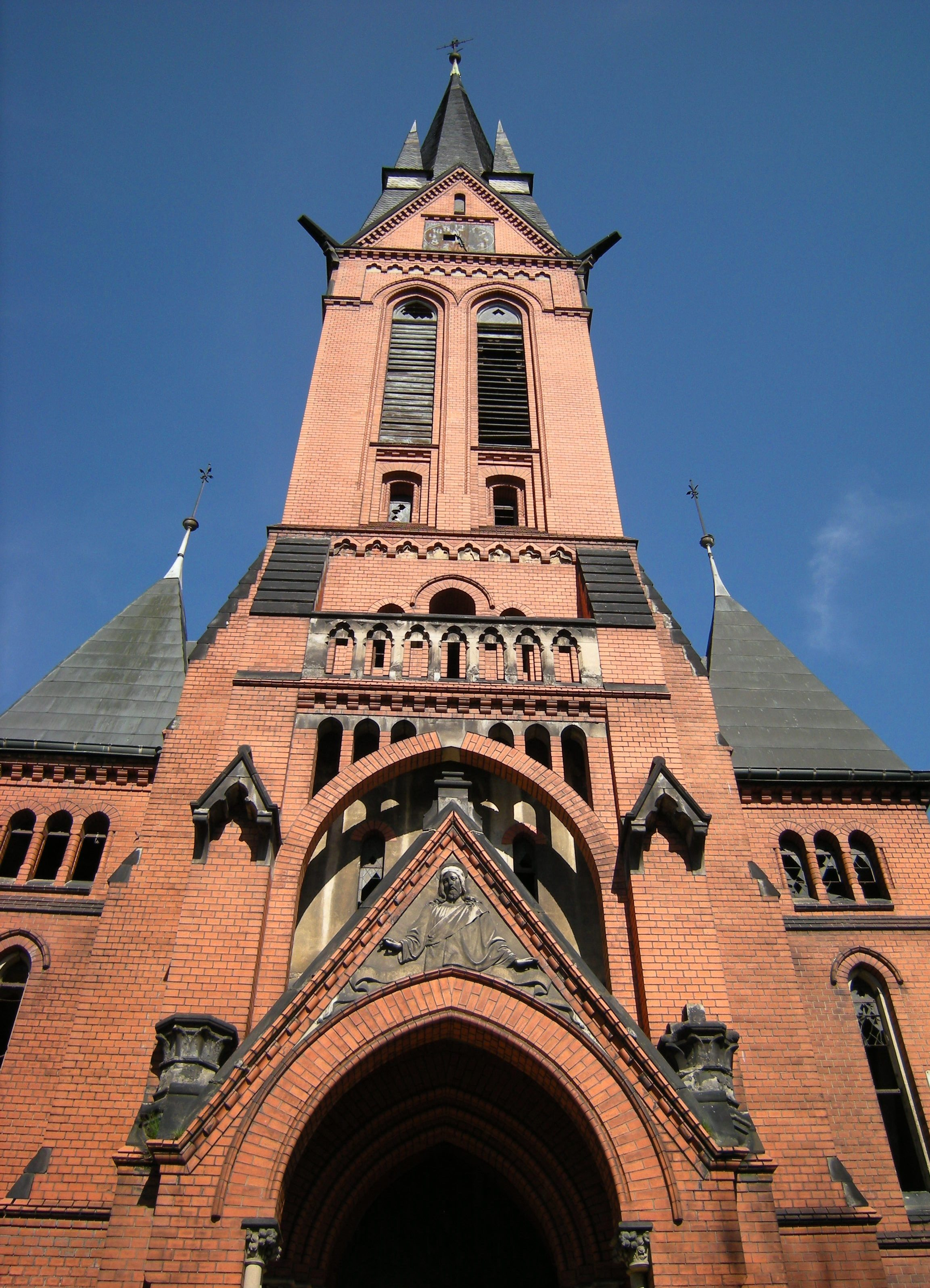
Průčelí kostela
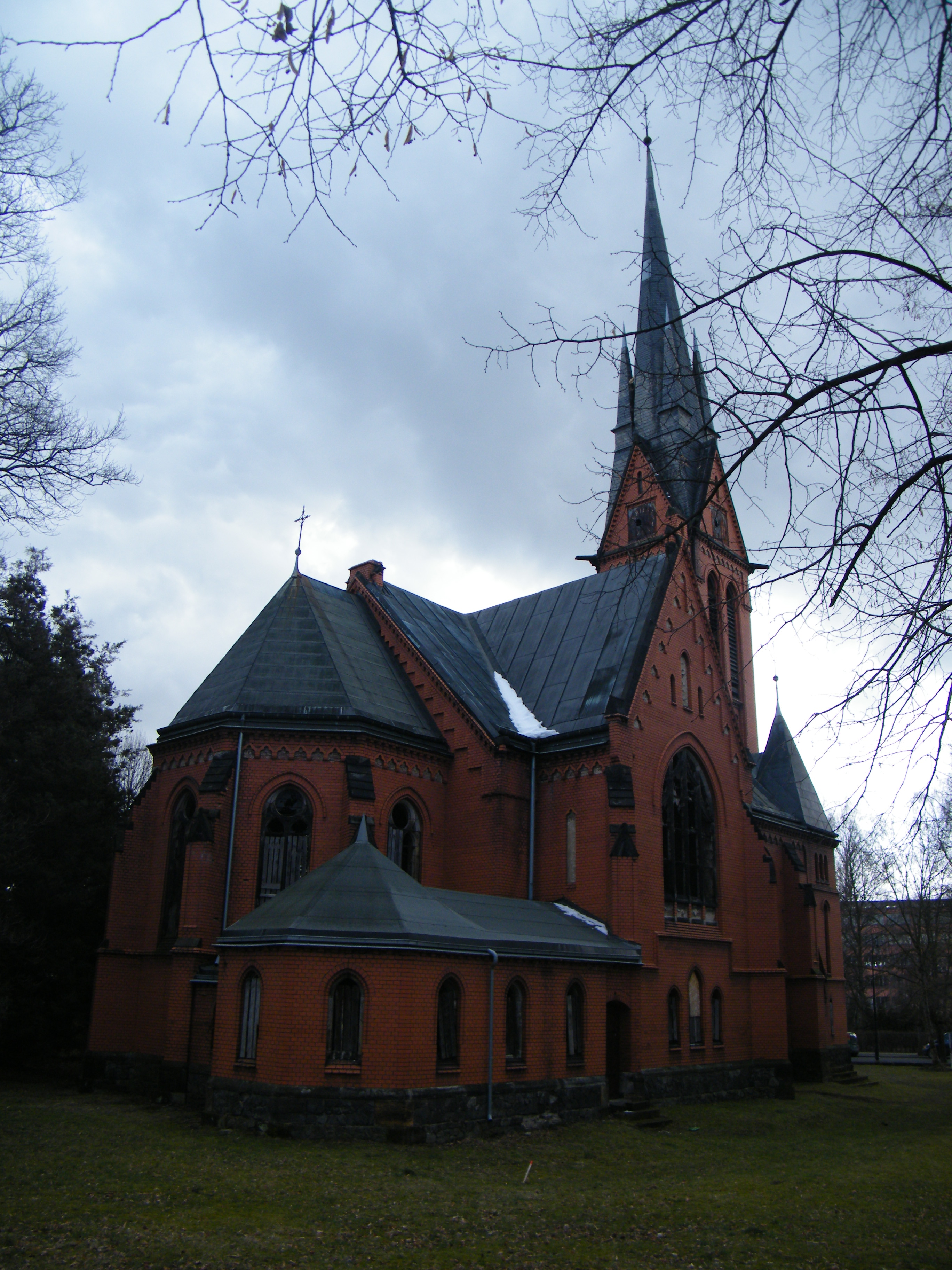
Zadní část kostela
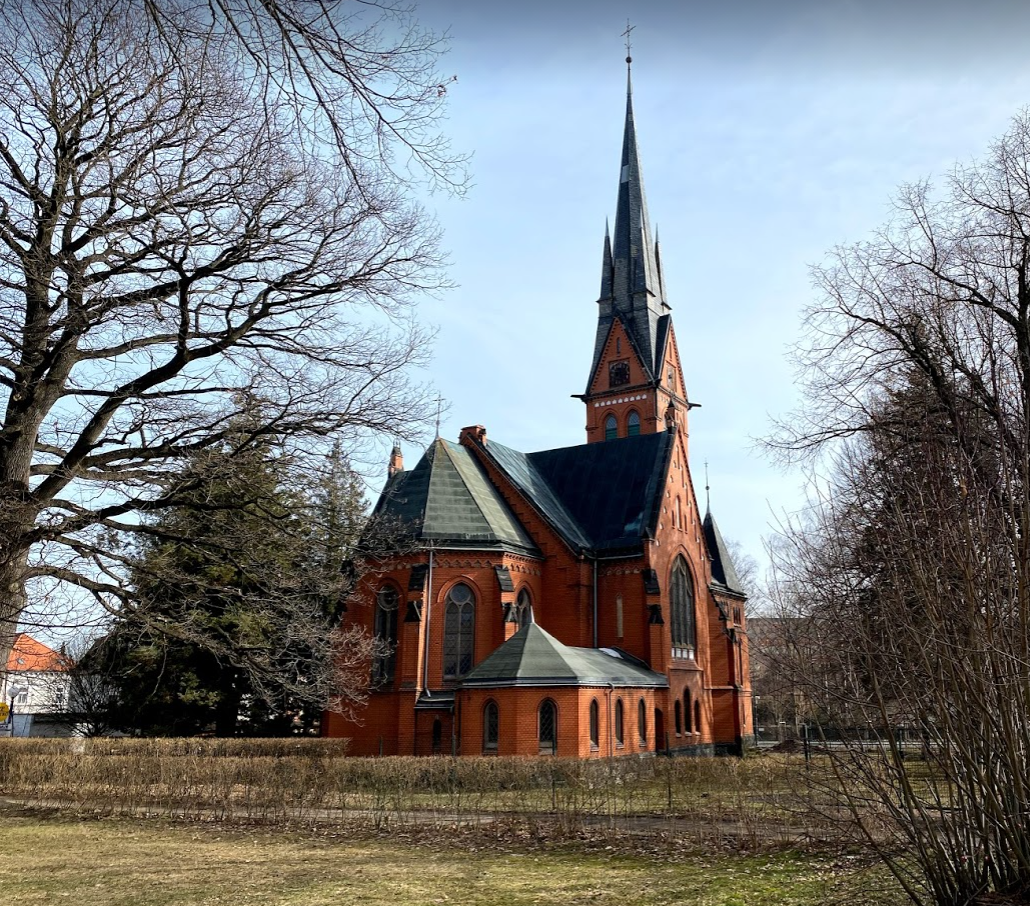